# 楊智積
楊 智積（よう ちせき、? - 616年）は、中国の隋の皇族。蔡王。文帝楊堅の甥にあたる。

## 経歴
楊整と尉遅氏（尉遅綱の娘）の間の子として生まれた。開皇元年（581年）、隋が建てられると蔡王に封ぜられ、間もなく開府儀同三司・同州刺史に任ぜられた。遊興を楽しまず、政務の暇に端座して読書した。侍読の公孫尚儀は山東の儒士であり、府佐の楊君英や蕭徳言は文学に通じていて、智積はこうした人々とわずかに交際するのみであった。
かつて父の楊整は楊堅と合わず、母の尉遅氏もまた独孤皇后と折り合いが悪かった。智積はいつも危惧の念を抱き、過剰に自制した行動を取っていた。ある人が殖産を行うことを勧めたが、食べるに困っていないからと断った。5人の子にも『論語』と『孝経』を教えるだけで、才能を目立たせることを避けた。開皇20年（600年）、長安に召還されると、職任を与えられず、自邸にこもって、朝覲のとき以外は外出しなかった。
煬帝が即位すると、智積の従兄弟にあたる滕王楊綸（楊瓚の子）や衛王楊集（楊爽の子）が讒言を受けて罪に落ち、弟の高陽公楊智明が爵位を奪われたため、智積は不安を抱いた。大業7年（611年）、弘農郡太守に任ぜられたが、政務は属僚に任せて、自らは清廉であることに努めた。
大業9年（613年）、楊玄感が乱を起こし、東都洛陽から軍を率いて西に向かおうとした。智積は楊玄感が関中に入るのを足止めすることを決めた。楊玄感の軍が弘農城下にやってくると、智積は城壁に登って楊玄感を罵り辱めた。楊玄感は激怒して弘農城を攻めた。城門は楊玄感の軍によって焼かれたが、智積はそこにさらに火を注いだので、楊玄感は入城することができなかった。数日後、宇文述らの援軍がやってくると、智積は合流して楊玄感を撃破した。間もなく宗正卿に任ぜられた。
大業12年（616年）、煬帝に従って江都に下り、病の床に就いた。煬帝は肉親の情に薄かったので、智積は不安に駆られて、病となっても医者を呼べなかった。臨終の床において「わたしは今日はじめて首を保ったまま死ぬことができると知った」と親しい人に語った。
子に楊道玄があった。

## 伝記資料
- 『隋書』巻四十四 列伝第九
- 『北史』巻七十一 列伝第五十九